# لا اسکالا

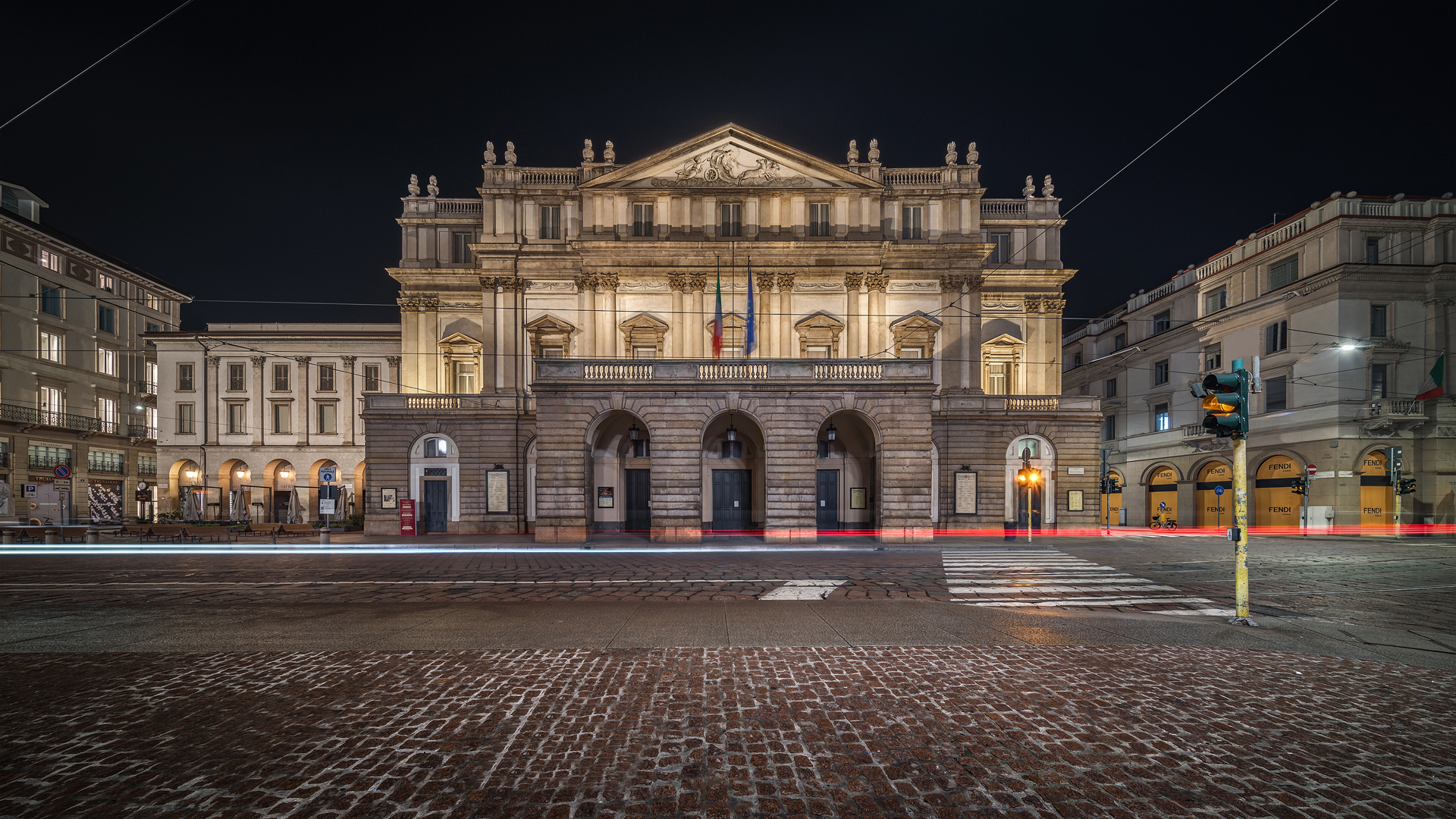
نمای شبانه

لا اسکالا یا تئاترو آلا اسکالا (به ایتالیایی: Teatro alla Scala) (تلفظ [la ˈska:la])، یک ساختمان اپرا در شهر میلان، ایتالیا است. این تئاتر در ۳ اوت ۱۷۷۸ افتتاح شد و در ابتدا با نام Nuovo Regio Ducale Teatro alla Scala (تئاتر سلطنتی-دوکال جدید در اسکالا) شناخته می‌شد. اولین اجرای آن، نمایش Europa Riconosciuta از آنتونیو سالیری بود.
بسیاری از هنرمندان بزرگ اپرا، ایتالیا و بسیاری از بهترین خوانندگان از سراسر جهان، در لا اسکالا اجرا کرده‌اند. این تئاتر به عنوان یکی از پیشروترین تئاترهای اپرا و باله در سطح جهان شناخته می‌شود. این شهر میزبان «گروه کر تئاتر لا اسکالا»، «باله تئاتر لا اسکالا»، «ارکستر تئاتر لا اسکالا»، و «ارکستر فیلارمونیکا دلا اسکالا» است. این تئاتر همچنین دارای یک مدرسه وابسته به نام «آکادمی تئاتر لا اسکالا» (به ایتالیایی: Accademia Teatro alla Scala) است که آموزش‌های حرفه‌ای در زمینه موسیقی، رقص، هنر صحنه و مدیریت صحنه ارائه می‌دهد.